# Valdobbiadene
Valdobbiadene (uitgesproken met de klemtoon op de tweede 'a') is een gemeente in de Italiaanse provincie Treviso (regio Veneto) en telt 10.735 inwoners (31-12-2004). De oppervlakte bedraagt 60,7 km², de bevolkingsdichtheid is 177 inwoners per km².

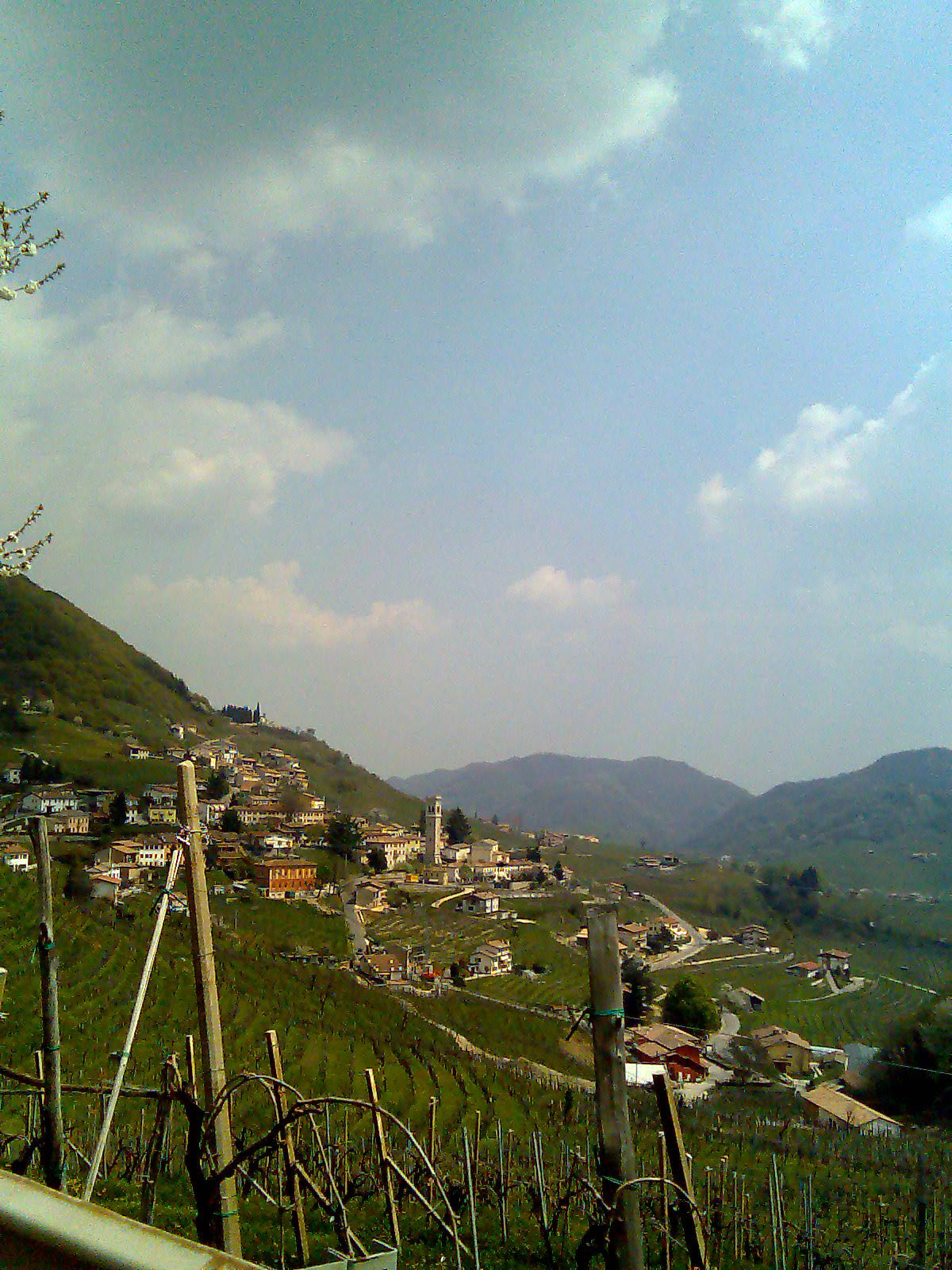
Valdobbiadene
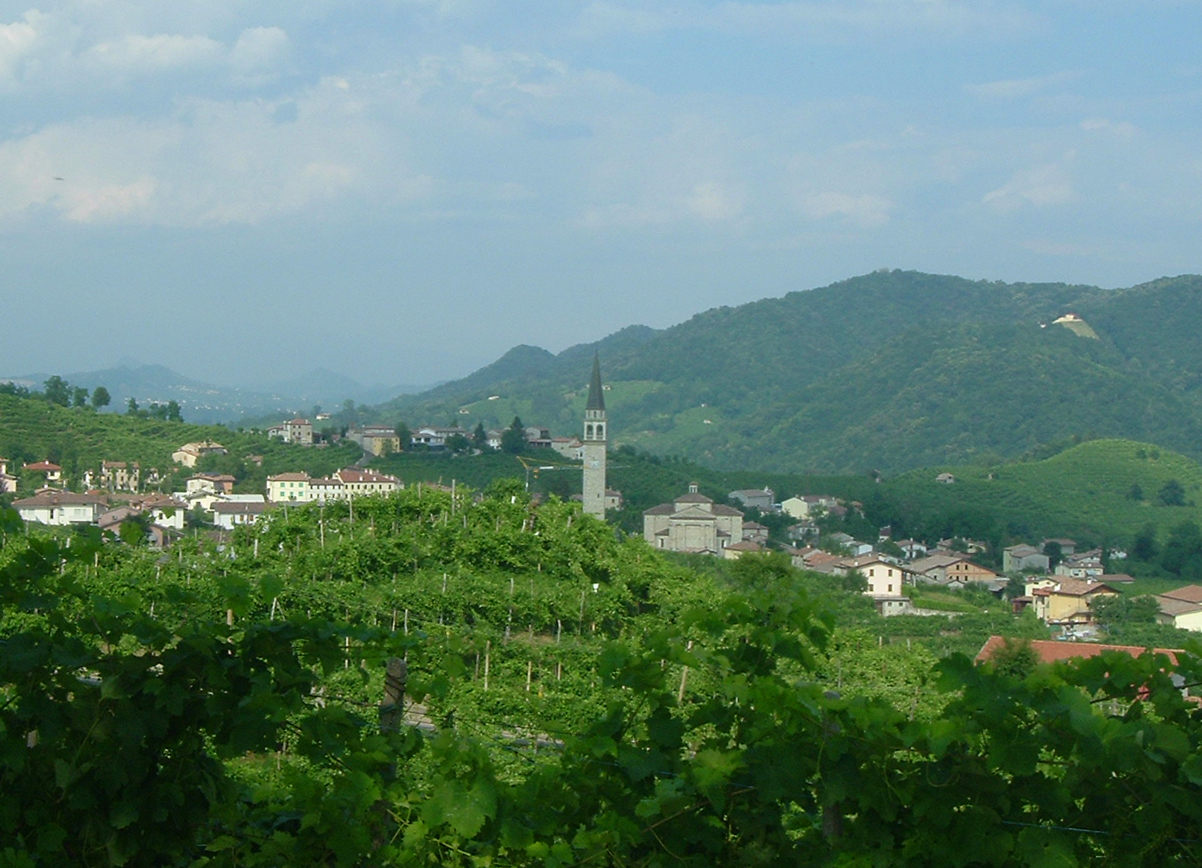
Prosecco wijngaarden

## Demografie
Valdobbiadene telt ongeveer 3.995 huishoudens. Het aantal inwoners daalde in de periode 1991-2001 met 1,2% volgens cijfers uit de tienjaarlijkse volkstellingen van ISTAT.
| Jaar | Inwoneraantal |
| ---- | ------------- |
| 1991 | 10.748        |
| 2001 | 10.624        |

## Geografie
Valdobbiadene grenst aan de volgende gemeenten: Alano di Piave (BL), Farra di Soligo, Lentiai (BL), Mel (BL), Miane, Pederobba, Segusino, Vas (BL), Vidor. De prosecco-heuvels tussen Conegliano en Valdobbiadene staan sinds 2019 op de Unesco-Werelderfgoedlijst.

## Sport
Valdobbiadene is meermaals etappeplaats geweest in de wielerkoers Ronde van Italie. Alessandro Petacchi (2009), Vasil Kiryjenka (2015) en Filippo Ganna (2020) wonnen er een rit.

## Geboren
- Antonio Fassina (1945), rallyrijder
- Michele Godena (1967), schaker
- Federico Colbertaldo (1988), zwemmer
- Samuele Longo (1992), voetballer

- Library of Congress Control Number: n2002095484
- MusicBrainz: d241e465-dedd-4e01-8252-4bec796932e7
- Nationale Bibliotheek van Israël: 987007469747505171
- Virtual International Authority File: 145613760

Altivole · Arcade · Asolo · Borso del Grappa · Breda di Piave · Caerano di San Marco · Cappella Maggiore · Carbonera · Casale sul Sile · Casier · Castelcucco · Castelfranco Veneto · Castello di Godego · Cavaso del Tomba · Cessalto · Chiarano · Cimadolmo · Cison di Valmarino · Codognè · Colle Umberto · Conegliano · Cordignano · Cornuda · Crespano del Grappa · Crocetta del Montello · Farra di Soligo · Follina · Fontanelle · Fonte · Fregona · Gaiarine · Giavera del Montello · Godega di Sant'Urbano · Gorgo al Monticano · Istrana · Loria · Mansuè · Mareno di Piave · Maser · Maserada sul Piave · Meduna di Livenza · Miane · Mogliano Veneto · Monastier di Treviso · Monfumo · Montebelluna · Morgano · Moriago della Battaglia · Motta di Livenza · Nervesa della Battaglia · Oderzo · Ormelle · Orsago · Paderno del Grappa · Paese · Pederobba · Pieve di Soligo · Ponte di Piave · Ponzano Veneto · Portobuffolè · Possagno · Povegliano · Preganziol · Quinto di Treviso · Refrontolo · Resana · Revine Lago · Riese Pio X · Roncade · Salgareda · San Biagio di Callalta · San Fior · San Pietro di Feletto · San Polo di Piave · San Vendemiano · San Zenone degli Ezzelini · Santa Lucia di Piave · Sarmede · Segusino · Sernaglia della Battaglia · Silea · Spresiano · Susegana · Tarzo · Trevignano · Treviso · Valdobbiadene · Vazzola · Vedelago · Vidor · Villorba · Vittorio Veneto · Volpago del Montello · Zenson di Piave · Zero Branco
Rotstekeningen van Valcamonica · Kerk en dominicanenklooster van Santa Maria delle Grazie met "Het Laatste Avondmaal" van Leonardo da Vinci · Historisch centrum van Rome, de bezittingen van de Heilige Stoel in die stad met speciale territoriale rechten en Sint-Paulus buiten de Muren · Historisch centrum van Florence · Venetië met zijn lagune · Domplein van Pisa · Historisch centrum van San Gimignano · Sassi en het park met de rotskerken van Matera · Vicenza en de Palladiaanse villa's in Veneto · Historisch centrum van Siena · Historisch centrum van Napels · Crespi d'Adda · Ferrara, stad van de renaissance in de Po-delta · Castel del Monte · Trulli van Alberobello · Vroeg-christelijke monumenten van Ravenna · Historisch centrum van Pienza · 18e-eeuws Koninklijk Paleis van Caserta met park, aquaduct van Vanvitelli en San Leuciocomplex · Residenties van het Koninklijk Huis van Savoye · Botanische tuin in Padua · Porto Venere, Cinque Terre en de eilanden Palmaria, Tino en Tinetto ·  Kathedraal, Torre Civica en Piazza Grande, Modena · Archeologisch Pompeï, Herculaneum en Torre Annunziata · Amalfitaanse kust · Archeologisch Agrigento · Villa Romana del Casale · Nuraghe Su Nuraxi bij Barumini · Nationaal park Cilento, Vallo di Diano e Alburni met archeologisch Paestum en Velia en Kartuizerklooster San Lorenzo · Historisch centrum van Urbino · Archeologische opgravingen en Patriarchale Basiliek van Aquileia · Villa Adriana, Tivoli · Eolische Eilanden · Assisi, Sint-Franciscusbasiliek en andere franciscaanse locaties · Verona · Villa d'Este, Tivoli · Laatbarokke steden in het Val di Noto (Zuidoost-Sicilië) · Heilige bergen · Monte San Giorgio · Etruskische begraafplaatsen van Cerveteri en Tarquinia · Val d'Orcia · Syracuse en de rotsnecropolis van Pantalica · Genua: Le Strade Nuove en het systeem van de Palazzi dei Rolli · Oude en voorhistorische beukenbossen van de Karpaten en andere regio's van Europa · Mantua en Sabbioneta · Rhätische Bahn in het Albula/Bernina-landschap · Dolomieten · Longobarden in Italië. Plaatsen van macht (568-774 na Christus) · Prehistorische paalwoningen in de Alpen · Etna · Villa's en tuinen van de Medici in Toscane · Wijngaardlandschap van Piëmont: Langhe-Roero en Monferrato · Arabisch-Normandisch Palermo en de kathedralen van Cefalù en Monreale · Venetiaanse verdedigingswerken van de 15e tot 17e eeuw: Stato da Terra - westelijke Stato da Mar · Ivrea, industriestad van de 20e eeuw · De prosecco-heuvels van Conegliano en Valdobbiadene · Historische kuuroorden van Europa (Montecatini Terme) · Padua's 14e-eeuwse frescocycli · De portieken van Bologna · Via Appia. Regina viarum
1. ↑  https://demo.istat.it/?l=it.